# Frédéric Miclotte
Frédéric Miclotte (3 maggio 1973) è un copilota di rally belga, vincitore del WRC Trophy nel 2017; dal 2012 gareggia in coppia con Jourdan Serderidis.

## Carriera
Miclotte fa il suo esordio nel Campionato del mondo Rally nel 2005 quando prende parte, in equipaggio col connazionale Bernd Casier, al Rally di Germania concluso anzitempo per un guasto meccanico. Nel 2010, in occasione del Rally di Turchia, conquista i primi punti iridati in equipaggio con Dennis Kuipers. Nel 2017, con Jourdan Serderidis alla guida, ottiene quattro piazzamenti a podio consecutivi, tra cui due vittorie, nel WRC Trophy evento che si aggiudica al termine della stagione.

## Vittorie nei Rally

### WRC Trophy
| # | Anno | Evento                 | Pilota             | Auto            | Squadra      |
| - | ---- | ---------------------- | ------------------ | --------------- | ------------ |
| 1 | 2017 | Rally di Monte Carlo   | Jourdan Serderidis | Citroën DS3 WRC | -            |
| 2 | 2017 | Rally di Gran Bretagna | Jourdan Serderidis | Citroën DS3 WRC | J-Motorsport |
| 3 | 2017 | Rally d'Australia      | Jourdan Serderidis | Citroën DS3 WRC | -            |

### ERC
| # | Anno | Evento         | Pilota      | Auto              | Squadra          |
| - | ---- | -------------- | ----------- | ----------------- | ---------------- |
| 1 | 2013 | Rally di Ypres | Freddy Loix | Škoda Fabia S2000 | Škoda Motorsport |

### IRC
| # | Anno | Evento           | Pilota      | Auto              | Squadra              |
| - | ---- | ---------------- | ----------- | ----------------- | -------------------- |
| 1 | 2010 | Rally di Ypres   | Freddy Loix | Škoda Fabia S2000 | -                    |
| 2 | 2010 | Rally di Madera  | Freddy Loix | Škoda Fabia S2000 | -                    |
| 3 | 2010 | Rally Barum Zlín | Freddy Loix | Škoda Fabia S2000 | -                    |
| 4 | 2011 | Rally di Ypres   | Freddy Loix | Škoda Fabia S2000 | BFO-Škoda Rally Team |

### Altri Rally
| #  | Stagione | Campionato                  | Evento                            | Pilota             | Auto                     |
| -- | -------- | --------------------------- | --------------------------------- | ------------------ | ------------------------ |
| 1  | 2010     | Campionato belga            | Rally van Haspengouw              | Pieter Tsjoen      | Ford Focus RS WRC '07    |
| 2  | 2010     | Campionato francese asfalto | Rallye Le Touquet - Pas-de-Calais | Pieter Tsjoen      | Ford Focus RS WRC '07    |
| 3  | 2010     | Campionato belga            | Rallye du Condroz-Huy             | Freddy Loix        | Škoda Fabia S2000        |
| 4  | 2011     | Coppa centro-europea        | Rally Bohemia                     | Freddy Loix        | Škoda Fabia S2000        |
| 5  | 2013     | Campionato belga            | Rally van Haspengouw              | Freddy Loix        | Ford Focus RS WRC '08    |
| 6  | 2013     | Campionato belga            | TAC Rally                         | Freddy Loix        | Ford Focus RS WRC '08    |
| 7  | 2013     | Campionato belga            | Rallye de Wallonie                | Freddy Loix        | Ford Focus RS WRC '08    |
| 8  | 2013     | Campionato belga            | Sezoensrally                      | Freddy Loix        | Ford Focus RS WRC '08    |
| 9  | 2013     | Campionato belga            | ConXion Omloop van Vlaanderen     | Freddy Loix        | Ford Focus RS WRC '08    |
| 10 | 2017     | Euro Rallye Trophée         | Rallye des Ardennes               | Jourdan Serderidis | Citroën DS3 WRC          |
| 11 | 2018     | ASAF Rallye Div 4           | Boucles Chevrotines               | Jourdan Serderidis | Citroën DS3 WRC          |
| 12 | 2022     | ASAF Rallye Div 4           | Rallye de Hannut                  | Jourdan Serderidis | Ford Puma Rally1 Hybrid  |
| 13 | 2022     | ASAF Rallye Div 4           | Rallye des Ardennes               | Jourdan Serderidis | Ford Puma Rally1 Hybrid  |
| 14 | 2022     | -                           | Maroc Historic Rally              | Geoff Bell         | Ford Escort RS 1800 MKII |
| 15 | 2023     | VAS Div 3                   | ORC Canal Rally                   | Nicolas T'joen     | Volkswagen Polo GTI R5   |

## Risultati nel mondiale rally

### WRC
| 2005 | Scuderia | Vettura           |  |  |  |  |  |  |  |  |  |  |     |  |  |  |  |  | Punti | Pos. |
| ---- | -------- | ----------------- |  |  |  |  |  |  |  |  |  |  | --- |  |  |  |  |  | ----- | ---- |
| 2005 |          | Peugeot 206 S1600 |  |  |  |  |  |  |  |  |  |  | Rit |  |  |  |  |  | 0     |      |

| 2006 | Scuderia | Vettura            |  |  |  |    |    |  |     |  |    |  |  |  |    |  |  |     | Punti | Pos. |
| ---- | -------- | ------------------ |  |  |  | -- | -- |  | --- |  | -- |  |  |  | -- |  |  | --- | ----- | ---- |
| 2006 |          | Renault Clio S1600 |  |  |  | 18 | 41 |  | Rit |  | 17 |  |  |  | 24 |  |  | Rit | 0     |      |

| 2007 | Scuderia | Vettura            |  |  |  |  |  |  |  |  |  |  |  |    |  |  |  |  | Punti | Pos. |
| ---- | -------- | ------------------ |  |  |  |  |  |  |  |  |  |  |  | -- |  |  |  |  | ----- | ---- |
| 2007 |          | Suzuki Swift S1600 |  |  |  |  |  |  |  |  |  |  |  | 26 |  |  |  |  | 0     |      |

| 2008 | Scuderia | Vettura            |  |  |   |  |     |    |  |  |     |  |  |    |    |  |  |  | Punti | Pos. |
| ---- | -------- | ------------------ |  |  | - |  | --- | -- |  |  | --- |  |  | -- | -- |  |  |  | ----- | ---- |
| 2008 |          | Suzuki Swift S1600 |  |  | 9 |  | Rit | 28 |  |  | Rit |  |  | 24 | 36 |  |  |  | [ 6 ] |      |

| 2010 | Scuderia                              | Vettura                                 |    |  |  |   |  |    |    |     |    |  |    |    |    |  |  |  | Punti | Pos. |
| ---- | ------------------------------------- | --------------------------------------- | -- |  |  | - |  | -- | -- | --- | -- |  | -- | -- | -- |  |  |  | ----- | ---- |
| 2010 | Ipatec Racing Stobart M-Sport Ford RT | Ford Focus RS WRC '06 Ford Fiesta S2000 | 37 |  |  | 9 |  | 19 | 13 | Rit | 24 |  | 17 | 11 | 16 |  |  |  | 2     | 22º  |

| 2011 | Scuderia            | Vettura            |    |     |    |  |     |  |    |    |    |  |   |   |   |  |  |  | Punti | Pos. |
| ---- | ------------------- | ------------------ | -- | --- | -- |  | --- |  | -- | -- | -- |  | - | - | - |  |  |  | ----- | ---- |
| 2011 | Ferm Powertools WRT | Ford Fiesta RS WRC | 13 | Rit | 10 |  | Rit |  | 10 | 11 | 10 |  | 5 | 9 | 8 |  |  |  | 19    | 13º  |

| 2012 | Scuderia              | Vettura           |  |  |     |     |  |  |  |  |  |    |  |  |  |  |  |  | Punti | Pos. |
| ---- | --------------------- | ----------------- |  |  | --- | --- |  |  |  |  |  | -- |  |  |  |  |  |  | ----- | ---- |
| 2012 | Volkswagen Motorsport | Škoda Fabia S2000 |  |  | Rit | Rit |  |  |  |  |  | 25 |  |  |  |  |  |  | 0     |      |

| 2013 | Scuderia | Vettura        |  |  |  |    |  |  |  |  |  |  |  |  |  |  |  |  | Punti | Pos. |
| ---- | -------- | -------------- |  |  |  | -- |  |  |  |  |  |  |  |  |  |  |  |  | ----- | ---- |
| 2013 |          | Peugeot 208 R2 |  |  |  | 30 |  |  |  |  |  |  |  |  |  |  |  |  | 0     |      |

| 2014 | Scuderia | Vettura        |  |  |  |  |  |  |    |  |  |     |    |    |    |  |  |  | Punti | Pos. |
| ---- | -------- | -------------- |  |  |  |  |  |  | -- |  |  | --- | -- | -- | -- |  |  |  | ----- | ---- |
| 2014 |          | Ford Fiesta R5 |  |  |  |  |  |  | 30 |  |  | Rit | 53 | 40 | 33 |  |  |  | 0     |      |

| 2015 | Scuderia | Vettura        |  |  |    |  |  |  |    |  |    |  |    |  |  |  |  |  | Punti | Pos. |
| ---- | -------- | -------------- |  |  | -- |  |  |  | -- |  | -- |  | -- |  |  |  |  |  | ----- | ---- |
| 2015 |          | Citroën DS3 R5 |  |  | 19 |  |  |  | 45 |  | 44 |  | 44 |  |  |  |  |  | 0     |      |

| 2016 | Scuderia | Vettura        |     |  |  |  |  |  |  |  |    |  |  |  |  |    |  |  | Punti | Pos. |
| ---- | -------- | -------------- | --- |  |  |  |  |  |  |  | -- |  |  |  |  | -- |  |  | ----- | ---- |
| 2016 |          | Citroën DS3 R5 | Rit |  |  |  |  |  |  |  | 37 |  |  |  |  | 17 |  |  | 0     |      |

| 2017 | Scuderia     | Vettura         |    |  |  |  |  |  |  |  |  |    |    |    |   |  |  |  | Punti | Pos. |
| ---- | ------------ | --------------- | -- |  |  |  |  |  |  |  |  | -- | -- | -- | - |  |  |  | ----- | ---- |
| 2017 | J-Motorsport | Citroën DS3 WRC | 29 |  |  |  |  |  |  |  |  | 25 | 33 | 42 | 9 |  |  |  | 2     | 24º  |

| 2018 | Scuderia                 | Vettura         |  |  |  |  |  |  |  |  |    |  |  |  |  |  |  |  | Punti | Pos. |
| ---- | ------------------------ | --------------- |  |  |  |  |  |  |  |  | -- |  |  |  |  |  |  |  | ----- | ---- |
| 2018 | M-Sport World Rally Team | Ford Fiesta WRC |  |  |  |  |  |  |  |  | 18 |  |  |  |  |  |  |  | 0     |      |

| 2021 | Scuderia         | Vettura         |  |  |  |  |  |  |  |  |    |  |  |  |  |  |  |  | Punti | Pos. |
| ---- | ---------------- | --------------- |  |  |  |  |  |  |  |  | -- |  |  |  |  |  |  |  | ----- | ---- |
| 2021 | M-Sport Ford WRT | Ford Fiesta WRC |  |  |  |  |  |  |  |  | 22 |  |  |  |  |  |  |  | 0     |      |

| 2022 | Scuderia         | Vettura                                        |  |  |  |  |    |   |  |  |  |     |  |    |  |  |  |  | Punti | Pos. |
| ---- | ---------------- | ---------------------------------------------- |  |  |  |  | -- | - |  |  |  | --- |  | -- |  |  |  |  | ----- | ---- |
| 2022 | M-Sport Ford WRT | Škoda Fabia Rally2 evo Ford Puma Rally1 Hybrid |  |  |  |  | 20 | 7 |  |  |  | Rit |  | 28 |  |  |  |  | 6     | 23º  |

| 2023 | Scuderia         | Vettura                 |    |  |    |  |  |  |  |  |  |    |  |  |  |  |  |  | Punti | Pos. |
| ---- | ---------------- | ----------------------- | -- |  | -- |  |  |  |  |  |  | -- |  |  |  |  |  |  | ----- | ---- |
| 2023 | M-Sport Ford WRT | Ford Puma Rally1 Hybrid | 24 |  | 25 |  |  |  |  |  |  | 17 |  |  |  |  |  |  | 0     |      |

| 2024 | Scuderia                                  | Vettura                                                         |    |  |   |  |  |  |  |  |  |    |  |    |  |  |  |  | Punti | Pos. |
| ---- | ----------------------------------------- | --------------------------------------------------------------- | -- |  | - |  |  |  |  |  |  | -- |  | -- |  |  |  |  | ----- | ---- |
| 2024 | M-Sport Ford WRT M-Sport World Rally Team | Volkswagen Polo GTI R5 Ford Puma Rally1 Hybrid Ford Puma Rally1 | 25 |  | 9 |  |  |  |  |  |  | 14 |  | 20 |  |  |  |  | 2     | 29º  |

| 2025 | Scuderia         | Vettura          |  |    |   |  |  |    |     |  |  |  |  |  |  |  |  |  | Punti | Pos. |
| ---- | ---------------- | ---------------- |  | -- | - |  |  | -- | --- |  |  |  |  |  |  |  |  |  | ----- | ---- |
| 2025 | M-Sport Ford WRT | Ford Puma Rally1 |  | 33 | 8 |  |  | 25 | Rit |  |  |  |  |  |  |  |  |  | 4     |      |

| Legenda | 1º posto | 2º posto | 3º posto | A punti | Senza punti | Ritirato | Squalificato | NP=Non partito C=Gara cancellata | Apice=Power stage |

### WRC Trophy
| 2017 | Scuderia     | Vettura         |   |  |  |  |  |  |  |  |  |   |   |   |   |  |  |  | Punti  | Pos. |
| ---- | ------------ | --------------- | - |  |  |  |  |  |  |  |  | - | - | - | - |  |  |  | ------ | ---- |
| 2017 | J-Motorsport | Citroën DS3 WRC | 1 |  |  |  |  |  |  |  |  | 2 | 3 | 1 | 1 |  |  |  | [ 10 ] | 1º   |

| Legenda | 1º posto | 2º posto | 3º posto | A punti | Senza punti | Ritirato | Squalificato | NP=Non partito C=Gara cancellata | Apice=Power stage |

### WRC-2
| 2014 | Scuderia | Vettura        |  |  |  |  |  |  |   |  |  |     |   |   |    |  |  |  | Punti  | Pos. |
| ---- | -------- | -------------- |  |  |  |  |  |  | - |  |  | --- | - | - | -- |  |  |  | ------ | ---- |
| 2014 |          | Ford Fiesta R5 |  |  |  |  |  |  | 9 |  |  | Rit | 7 | 8 | 10 |  |  |  | [ 10 ] |      |

| 2015 | Scuderia | Vettura        |  |  |   |  |  |  |    |  |    |  |    |  |  |  |  |  | Punti | Pos. |
| ---- | -------- | -------------- |  |  | - |  |  |  | -- |  | -- |  | -- |  |  |  |  |  | ----- | ---- |
| 2015 |          | Citroën DS3 R5 |  |  | 7 |  |  |  | 16 |  | 15 |  | 11 |  |  |  |  |  | 6     | 38º  |

| 2016 | Scuderia | Vettura        |     |  |  |  |  |  |  |  |    |  |  |  |  |   |  |  | Punti | Pos. |
| ---- | -------- | -------------- | --- |  |  |  |  |  |  |  | -- |  |  |  |  | - |  |  | ----- | ---- |
| 2016 |          | Citroën DS3 R5 | Rit |  |  |  |  |  |  |  | 14 |  |  |  |  | 5 |  |  | 10    | 29º  |

| 2022 | Scuderia | Vettura                |  |  |  |  |    |  |  |  |  |  |  |  |  |  |  |  | Punti  | Pos. |
| ---- | -------- | ---------------------- |  |  |  |  | -- |  |  |  |  |  |  |  |  |  |  |  | ------ | ---- |
| 2022 |          | Škoda Fabia Rally2 evo |  |  |  |  | 13 |  |  |  |  |  |  |  |  |  |  |  | [ 10 ] |      |

| 2024 | Scuderia | Vettura                |    |  |  |  |  |  |  |  |  |  |  |  |  |  |  |  | Punti | Pos. |
| ---- | -------- | ---------------------- | -- |  |  |  |  |  |  |  |  |  |  |  |  |  |  |  | ----- | ---- |
| 2024 |          | Volkswagen Polo GTI R5 | 10 |  |  |  |  |  |  |  |  |  |  |  |  |  |  |  | 1     | 59º  |

| Legenda | 1º posto | 2º posto | 3º posto | A punti | Senza punti | Ritirato | Squalificato | NP=Non partito C=Gara cancellata | Apice=Power stage |

### WRC-2 Challenger
| 2024 | Scuderia | Vettura                |   |  |  |  |  |  |  |  |  |  |  |  |  |  |  |  | Punti | Pos. |
| ---- | -------- | ---------------------- | - |  |  |  |  |  |  |  |  |  |  |  |  |  |  |  | ----- | ---- |
| 2024 |          | Volkswagen Polo GTI R5 | 8 |  |  |  |  |  |  |  |  |  |  |  |  |  |  |  | 4     | 47º  |

| Legenda | 1º posto | 2º posto | 3º posto | A punti | Senza punti | Ritirato | Squalificato | NP=Non partito C=Gara cancellata | Apice=Power stage |

### WRC-2 Masters
| 2022 | Scuderia | Vettura                |  |  |  |  |   |  |  |  |  |  |  |  |  |  |  |  | Punti  | Pos. |
| ---- | -------- | ---------------------- |  |  |  |  | - |  |  |  |  |  |  |  |  |  |  |  | ------ | ---- |
| 2022 |          | Škoda Fabia Rally2 evo |  |  |  |  | 2 |  |  |  |  |  |  |  |  |  |  |  | [ 10 ] |      |

| 2024 | Scuderia | Vettura                |   |  |  |  |  |  |  |  |  |  |  |  |  |  |  |  | Punti | Pos. |
| ---- | -------- | ---------------------- | - |  |  |  |  |  |  |  |  |  |  |  |  |  |  |  | ----- | ---- |
| 2024 |          | Volkswagen Polo GTI R5 | 3 |  |  |  |  |  |  |  |  |  |  |  |  |  |  |  | 18    | 8º   |

| Legenda | 1º posto | 2º posto | 3º posto | A punti | Senza punti | Ritirato | Squalificato | NP=Non partito C=Gara cancellata | Apice=Power stage |

### Junior WRC
| 2006 | Scuderia | Vettura            |  |  |  |   |    |  |     |  |   |  |  |  |   |  |  |     | Punti | Pos. |
| ---- | -------- | ------------------ |  |  |  | - | -- |  | --- |  | - |  |  |  | - |  |  | --- | ----- | ---- |
| 2006 |          | Renault Clio S1600 |  |  |  | 2 | 10 |  | Rit |  | 2 |  |  |  | 8 |  |  | Rit | [ 5 ] |      |

| 2007 | Scuderia | Vettura            |  |  |  |  |  |  |  |  |  |  |  |   |  |  |  |  | Punti | Pos. |
| ---- | -------- | ------------------ |  |  |  |  |  |  |  |  |  |  |  | - |  |  |  |  | ----- | ---- |
| 2007 |          | Suzuki Swift S1600 |  |  |  |  |  |  |  |  |  |  |  | 6 |  |  |  |  | 0     |      |

| 2008 | Scuderia | Vettura            |  |  |   |  |     |   |  |  |     |  |  |   |    |  |  |  | Punti | Pos. |
| ---- | -------- | ------------------ |  |  | - |  | --- | - |  |  | --- |  |  | - | -- |  |  |  | ----- | ---- |
| 2008 |          | Suzuki Swift S1600 |  |  | 2 |  | Rit | 9 |  |  | Rit |  |  | 6 | 11 |  |  |  | [ 6 ] |      |

| 2013 | Scuderia | Vettura        |  |  |  |  |  |  |  |  |   |  |  |  |  |  |  |  | Punti | Pos. |
| ---- | -------- | -------------- |  |  |  |  |  |  |  |  | - |  |  |  |  |  |  |  | ----- | ---- |
| 2013 |          | Ford Fiesta R2 |  |  |  |  |  |  |  |  | 9 |  |  |  |  |  |  |  | [ 9 ] |      |

| Legenda | 1º posto | 2º posto | 3º posto | A punti | Senza punti | Ritirato | Squalificato | NP=Non partito C=Gara cancellata | Apice=Power stage |